# Fristenkongruenz
Fristenkongruenz ist in der Betriebswirtschaftslehre die Übereinstimmung der Fristen von Kapitalbindung und Kapitalüberlassung von Aktiva und Passiva in der Bilanz eines Unternehmens.

## Allgemeines
Ausgangspunkt war Otto Hübner, der in seinem zweibändigen Werk „Die Banken“ (1854) mit der Goldenen Bankregel in der Bankbetriebslehre noch vollständige Fristenkongruenz verlangte. „Die Bank kann, wenn sie auf drei Monate Gelder deponiert erhält, ohne Gefahr dieselben nicht auf sechs Monate ausborgen“. Diese strenge Übereinstimmung der Fristen und Laufzeiten von Vermögen und Schulden birgt keine Liquiditätsrisiken – darin sah Hübner die Gefahr – in sich.
Im Jahre 1948 forderten Stimmen nun auch in der Betriebswirtschaftslehre, dass die Nutzungsdauer eines Vermögensbestandteils und die Laufzeit, während der das zur Deckung herangezogene Kapital (Eigenkapital und/oder Fremdkapital) zur Verfügung steht, übereinstimmen müssen. Der etwas komplizierte Lehrsatz lautete: „Zwischen der Dauer der Bindung des Vermögensmittels, also der Dauer des einzelnen Kapitalbedürfnisses, und der Dauer, während welcher das zur Deckung des Kapitalbedürfnisses herangezogene Kapital zur Verfügung steht, muss Übereinstimmung herrschen“. Dahinter steht die Überlegung, dass etwa das in einer Maschine gebundene Fremdkapital erst zu einem Zeitpunkt fällig sein soll, an dem die kumulierten Abschreibungsbeträge bei Ausscheiden der Maschine für eine vollständige Tilgung ausreichen. Bei Investitionskrediten wird deshalb die Kreditlaufzeit parallel zur vorgesehenen Nutzungsdauer der Investition festgelegt. Werden alle bilanziellen Vorgänge kongruent gestaltet, gibt es langfristig keine Liquiditätsprobleme, das Unternehmen befindet sich nach Erich Gutenberg im finanziellen Gleichgewicht in der Form der goldenen Finanzregel. Er wies darauf hin, dass das finanzielle Gleichgewicht den Bestand des Unternehmens gewährleiste. Der Rückzahlungstermin einer Verbindlichkeit liegt dann nicht vor der Freisetzung des mit ihr finanzierten Vermögenspostens.

## Ermittlung
Bei der Untersuchung der langfristigen Bilanzpositionen wird zunächst im „Deckungsgrad A“ (auch Anlagendeckungsgrad I) das Eigenkapital dem Anlagevermögen gegenübergestellt. Diese goldene Bilanzregel lautet
{\displaystyle {\frac {\text{Eigenkapital}}{\text{Anlagevermögen}}}\geq 1}
Diese Kennzahl des Anlagendeckungsgrades I besagt, dass die langfristig gebundenen Aktiva des Anlagevermögens vollständig durch Eigenkapital finanziert werden sollten. Beim produzierenden Gewerbe liegt die Zielquote des Deckungsgrads A zwischen 50 % und 70 %.
Der „Deckungsgrad B“ (auch Anlagendeckungsgrad II, Vermögensdeckungsgrad) zeigt das Verhältnis von langfristig zur Verfügung stehendem Kapital zum Anlagevermögen.
{\displaystyle {\frac {{\text{Eigenkapital}}+{\text{langfristiges Fremdkapital}}}{\text{Anlagevermögen}}}\geq 1}
Hierdurch wird ermittelt, inwieweit das Prinzip der fristenkongruenten Investitionsfinanzierung eingehalten wurde.
Die Einhaltung beider Deckungsgrade bedeutet logischerweise, dass entsprechend auch das Umlaufvermögen durch kurzfristige Verbindlichkeiten gedeckt sein muss.
Es handelt sich damit um horizontale Finanzierungsregeln, weil sie Aktivpositionen mit Passivpositionen der Bilanz in Bezug setzen. Hier werden Bestandsgrößen miteinander verglichen, die nur statische Aussagekraft besitzen. Dynamische Stromgrößen führen zu folgender Gegenüberstellung:
{\displaystyle {\frac {\text{langfristige Kapitalbeschaffung}}{\text{langfristige Vermögensverwendung}}}\geq 1}

## Folgen
Das Postulat der Fristenkongruenz muss bis zum einzelnen Geschäft konsequent durchgesetzt werden. Ein Risikoausschluss durch Fristenkongruenz kann nach Auffassung des BFH nur sichergestellt werden, wenn die Restlaufzeiten von Grundgeschäft und Sicherungsgeschäft (etwa Derivaten) identisch sind. Ist eine Position mithin früher fällig als die andere, fehlt eine Übereinstimmung mit der Folge von Kursrisiken.
Liegt der Deckungsgrad B unter 100 %, so sind Teile des Anlagevermögens durch kurzfristiges Fremdkapital finanziert mit der Gefahr, dass eine Anschlussrefinanzierung nicht gelingt oder andere alternative Kapitalfreisetzungen nicht möglich sind. Die strikte Einhaltung dieser Regeln sichert hingegen formal die Unternehmensliquidität. Bei dynamischer Betrachtung weichen jedoch die tatsächlichen Kapitalbindungsfristen und Kapitalüberlassungsfristen wegen der Stichtagsbezogenheit von den bilanzierten ab. Maschinen oder Forderungen können unerwartet ausfallen, Vorräte länger lagern als erwartet, geplante Anschlussrefinanzierungen oder Kreditprolongationen werden möglicherweise nicht realisiert. Wird die Fristenkongruenz eingehalten, besteht zumindest eine gewisse Wahrscheinlichkeit dafür, dass finanzielles Gleichgewicht auch für die Zukunft gegeben ist.